# Nancy Kress
Nancy Kress (n. 20 ianuarie 1948, Buffalo, New York, SUA) este o scriitoare americană de science fiction. Povestirea sa Beggars in Spain din 1991 a primit Premiul Nebula pentru cea mai bună nuvelă și Premiul Hugo pentru cea mai bună nuvelă. Povestirea sa "Dintre toate stelele strălucitoare" (Out of All Them Bright Stars)  a primit Premiul Nebula pentru cea mai bună povestire.
Romanele sale, alcătuind trilogiaProbability, - Luna probabilistică (Probability Moon), Soarele probabilistic (Probability Sun) și Spațiul probabilistic (Probability Space) - au fost traduse în limba română și au apărut în  Colecția SF a Editurii Lucman. 
Povestirile "O încălcare a drepturilor de autor" (Patent Infringement), "Dintre toate stelele strălucitoare" (Out of All Them Bright Stars), "Arta războiului" (Art of War) și "Nanotehnologia cucerește Clifford Falls" (Nano Comes to Clifford Falls) au apărut în limba română în publicația Sci-Fi Magazin.

## Lucrări
- Crucible – 2004
- Nothing Human – 2003
- Crossfire – 2003
- Probability Space – 2002
- Probability Sun – 2001
- Probability Moon – 2000
- Yanked – 1999
- Beaker's Dozen – 1998
- Stinger – 1998
- Maximum Light – 1998
- Beggars Ride – 1996
- Oaths and Miracles – 1996
- Beggars and Choosers – 1994
- The Aliens of Earth – 1993
- Beggars in Spain  – 1990
- Brainrose – 1990
- An Alien Light – 1988
- Trinity and Other Stories – 1985
- The White Pipes – 1985
- The Golden Grove – 1984
- Prince of the Morning Bells – 1981

## Premii
- Premiul Nebula
  - Best Short Story winner (1986): "Out of All Them Bright Stars", F&SF March 1985
  - Best Novella  (1991): Beggars in Spain  (Axolotl Press / Pulphouse Feb. 1991) / Asimov's April 1991
  - Best Novelette  (1998): "The Flowers of Aulit Prison", Asimov's Oct./Nov. 1996
  - Best Novella  (2007): "Fountain of Age,"  Asimov's July 2007
  - Best Novella (2012): "After the Fall, Before the Fall, During the Fall," Tachyon Publications
  - Best Novella (2014): "Yesterday's Kin," Tachyon Publications
- Premiul Hugo
  - Best Novella  (1992): Beggars in Spain (Axolotl Press / Pulphouse Feb. 1991) / Asimov's April 1991
  - Best Novella  (2009): "The Erdmann Nexus," Asimov's Oct./Nov. 2008
- Premiul John W. Campbell
  - Best Novel (2003): Probability Space, (Tor Sep. 2002)
- Premiul Theodore Sturgeon
  - Best Short Science Fiction (1997): "The Flowers of Aulit Prison," Asimov's Oct./Nov. 1996